# Prutz
Prutz je obec v Rakousku ve spolkové zemi Tyrolsko v okrese Landeck.
Trvale zde žije přibližně 1 900 obyvatel.

## Geografie a doprava
Obec leží v údolí horního Innu v nadmořské výšce cca 850 m.
Prochází jí silnice I. třídy B180 směrem na jih přes obec Ried směr Nauders k italské hranici do obce Resia (Reschen) s odbočkami do Švýcarska (Samnaun, Scuol). Cesta sleduje římskou Via Claudia Augusta.